# آرمان ینوکیان
آرمان ینوکیان (ارمنی: Արման Ենոքյան؛ انگلیسی: Arman Yenokyab؛ ۲۸ ژانویهٔ ۱۹۹۵ ) بازیکن هاکی روی یخ اهل ارمنستان در پست مدافع است.

## باشگاهی
از باشگاه‌هایی که در آن بازی کرده‌است می‌توان به باشگاه هاکی روی یخ شنگاویت، باشگاه هاکی روی یخ شیران، BKMA Yerevan اشاره کرد.

## تیم ملی
وی همچنین در تیم ملی هاکی روی یخ مردان ارمنستان بازی کرده‌است